# Rhyacophila makiensis
Rhyacophila makiensis là một loài Trichoptera trong họ Rhyacophilidae. Chúng phân bố ở miền Cổ bắc.